# Indicele general al prețurilor IGP
Indicele general al prețurilor (IGP) este raportul între produsul intern brut exprimat în prețuri curente PIB1 și produsul intern brut exprimat în prețurile perioadei de bază PIB0 (dintr-un an ales ca bază de comparație).
{\displaystyle IGP={\frac {PIB_{1}}{PIB_{0}}}*100}
Acest indice mai poartă și denumirea de deflator (D).